# STS-62
STS-62 var Columbias 16. rumfærge-mission.
Opsendt 4. marts 1994 og vendte tilbage den 18. marts 1994.

## Besætning
- John Casper (kaptajn)
- Andrew Allen (pilot)
- Pierre Thuot (1. missionsspecialist)
- Charles Gemar (2. missionsspecialist)
- Marsha Ivins (3. missionsspecialist)

## Missionen
- Columbia lander

Hovedartikler: